# Dendrobium agrostophyllum
Dendrobium agrostophyllum es una especie de orquídea originaria de Australia.

## Descripción
Es una orquídea de tamaño pequeño mediano, que prefiere un clima fresco. Con hábitos epífitas que crece con una hilera delgada de como pseudobulbos rastreros con tallos que llevan 20 o más hojas delgadas como hierbas. Florecen en una inflorescencia corta con 2 a 10 fragantes flores cerosas, que no se abren totalmente, racemosa que surge de los nodos en el extremo superior de las hierbas delgadas, ya sean viejas o nuevas desde el invierno hasta la primavera.

## Distribución y hábitat
Se encuentra en el noreste Queensland, Australia, en los bosques nubosos fríos en ramas de árboles superiores o troncos de árboles a altitudes de 800 a 1300 metros. 

## Taxonomía
Dendrobium agrostophyllum fue descrita por Ferdinand von Mueller y publicado en Fragmenta Phytographiæ Australiæ 8: 28. 1872.
Etimología
Dendrobium: nombre genérico que procede de la palabra griega (δένδρον) dendron = "tronco, árbol" y (βιος) Bios = "vida", en resumen significa "viven sobre los troncos de los árboles" (por su naturaleza epifita).
agrostophyllum: epíteto latino que significa "con hojas herbáceas".
Sinonimia
- Callista agrostophylla (F.Muell.) Kuntze
- Dendrobium muellerianum Schltr.
- Monanthos agrostophyllum (F.Muell.) Brieger
- Trachyrhizum agrostophyllum (F.Muell.) Rauschert[3][4]